# Escola Oficial de Cinema
L'Escola Oficial de Cinema era una institució educativa centrada en la formació de cineastes. Va ser creada durant la dictadura franquista el 1947 i va tenir dos noms administratius: Instituto de Investigaciones y Experiencias Cinematográficas (IIEC) i a partir de 1961, Escuela Oficial de Cinematografía (EOC) en ser integrada en el Ministeri d'Informació i Turisme. En 1976 les seves funcions van ser delegades a les Facultats de Ciències de la Informació.
L'Escola Oficial de Cinema espanyola es va fundar l'any 1947 amb el nom d' Instituto de Investigaciones y Experiencias Cinematográficas, gràcies a diverses Ordres Ministerials, i l'objectiu és oferir una formació adequada en l'àmbit de la cinematografia. Més tard, el 1962, canviaria el seu nom pel d'Escuela Oficial de Cinematografía en ser integrada al Ministerio de Información y Turismo. El 1976 es va clausurar i les seves funcions van ser delegades a la Facultad de Ciencias de la Información de la Universidad Complutense de Madrid, centre del qual va arribar a ser degà Antonio Lara, diplomat de la EOC.
Al cessament de la seva activitat, l'Escola Oficial de Cinema havia impartit coneixements cinematogràfics durant 28 cursos (des de 1947-1948 fins a 1974-1975). Pel fet l'escola van passar diversos directors i els plans d'estudi van sofrir successives modificacions, el sistema d'ensenyament es va dur a terme amb diferents enfocaments; en aquest aspecte també va tenir la seva importància el criteri de selecció del tipus d'alumnes el qual va sofrir modificacions al llarg del temps.

## Història
Al llarg de les tres dècades de la seva existència, l'escola es va adaptar als avanços i innovacions de la indústria cinematogràfica. Alguna cosa molt característic és que va utilitzar com a mètode pràctic d'ensenyament la realització de pel·lícules i curtmetratges per part de l'alumnat, pel·lícules que tindrien un lloc destacat en la cinematografia espanyola, (arribant gairebé a nivell de ser un centre de producció).
Aquest tipus de pràctiques va ser millorant la seva qualitat conforme l'Escola creixia. Fins a 1955, els alumnes realitzaven les seves pel·lícules en format de 16 mil·límetres i amb una durada de 5 a 30 minuts, depenent del curs. A partir d'aquest any, per al treball final s'utilitzessin formats de 35 mil·límetres, amb so.
A partir del curs 1959-60 els alumnes comencen a rodar des del primer curs, les filmacions del qual acabaran sent un documental. En el seu segon curs, es realitzen enregistraments sonors en 35 mm, d'uns 15 minuts, i durant l'últim curs, es gravessin peces d'iguals característiques, ampliades a 30 minuts; tot això amanit amb diversos treballs de muntatge, realització, interpretació, etc.
A partir de 1970 es disposa de més mitjans, per la qual cosa els alumnes realitzaran enregistraments en 35 mm des del seu primer any, major nombre de pràctiques, una incorporació generalitzada del color i, a petició dels docents (uns cinquanta), pràctiques sobre un mateix tema.
Des de la seva inauguració, a l'Escola Oficial de Cinema es van impartir set especialitats: càmera, producció, adreça, interpretació, decoració, laboratori, so (aquestes dues últimes desapareixeran en 1964) i la incorporació de guió en 1962.

## Personalitats
Alguns membres o alumnes il·lustres són Álvaro del Amo, José María Zabalza, Antonio Drove, Antonio del Amo, Carlos Fernández-Cuenca, Eduardo Ducay, Imanol Uribe, Iván Zulueta, Jaime Chávarri, Javier Aguirresarobe, Javier Maqua, José Gutiérrez Maesso, José Luis Borau, José Luis Sáenz de Heredia, José Luis Viloria, José de Uña Zugasti, Juan Antonio Bardem, Juan Ruiz Anchía, Juan Tébar, Julián Marcos, Luis García Berlanga, Mariano M. Baselga, Miguel Hermoso, Pilar Miró, Valentino Soria i Víctor Erice.